# Symphlebia haxaiei
Symphlebia haxaiei är en fjärilsart som beskrevs av De Toulgoët 1988. Symphlebia haxaiei ingår i släktet Symphlebia och familjen björnspinnare. Inga underarter finns listade i Catalogue of Life.